# Tatort: Allein in der Falle
Allein in der Falle ist der 402. Fernsehfilm der Krimireihe Tatort und der 15. vom Saarländischen Rundfunk produzierte. Die Erstausstrahlung fand am 27. Dezember 1998 statt. Es ist der neunte Fall mit Kommissar Palu als Ermittler. Palu hat es mit dem Mord an einem Bankdirektor und einem offensichtlichen Verdächtigen zu tun, an dessen Schuld er zweifelt.

## Handlung
Zwei Maskierte überfallen eine Bank; obwohl der Direktor Paul Meier keine Gegenwehr leistet und von den Gangstern im Tresorraum angekettet wird, schneidet einer der Gangster dem Wehrlosen die Kehle durch. Palu und seine Kollegen kommen zu spät, ihnen fällt auf, dass die Täter sehr professionell vorgegangen sind und die 1000-DM-Scheine liegen gelassen haben, da diese registriert sind. Am Tatort finden die Beamten ferner ein Feuerzeug, der Tote war allerdings Nichtraucher. Palu und sein rivalisierender Kollege Kommissar Kufner überbringen der Witwe die traurige Nachricht, diese sagt aus, dass ihr Mann wie jeden Samstagabend ausgegangen war. Die Fingerabdrücke auf dem Feuerzeug führen die Beamten schnell auf die Spur des vorbestraften ehemaligen Fremdenlegionärs André Berger, den Kufner und seine französischen Kollegen daraufhin auf seinem Hausboot in Lothringen festnehmen. Berger sagt aus, in der Bank erfolglos wegen eines Existenzgründungskredites vorstellig geworden zu sein, mit dem Überfall will er nichts zu tun haben. Als Alibi gibt er an, zur Tatzeit bei der lothringischen Prostituierten Farida gewesen zu sein, doch diese bestreitet das und behauptet, Berger nie gesehen zu haben; als kurz darauf auch ein Teil der Beute und die Mordwaffe bei Berger auf dem Hausboot gefunden werden, scheint der Fall gelöst zu sein. Berger beteuert weiterhin seine Unschuld, vom Geld wisse er nichts, das Messer sei ein Andenken aus der Fremdenlegion, allerdings habe er damit niemanden getötet. Die Analyse der Videoaufzeichnungen ergeben, dass Meier seinen Mörder gekannt haben muss und geduzt hat, gleichzeitig erkennt Palu, dass der Täter die gleiche Uhr trägt wie der Ermordete.
Nathalie Meier sagt aus, dass ihr Mann diese Uhr von einer Schweizer Partnerbank geschenkt bekommen hatte, diese ist eine Spezialanfertigung, die nicht im Handel erhältlich ist, neben ihrem Mann hat dessen Kollege Aschbach auch eine bekommen. Eine Überprüfung Aschbachs ergibt, dass dieser in Geldnot ist und seinen Hauskredit bei seinem Arbeitgeber seit Monaten nicht bedienen kann, zudem hat er für die Tatzeit kein Alibi. Auch von der Statur kommt er als einer der Maskierten in Frage, zudem finden die Beamten heraus, dass das Bordell, in dem Farida arbeitet, von ihm als Bankkunde betreut wird. Von einer Kollegin Faridas erfährt Palu, dass sowohl Aschbach als auch Meier Stammgäste des Bordells waren, auch am Tatabend sei Aschbach dort gewesen. Palu hält nunmehr Aschbach für ein Ablenkungsmanöver der wahren Täter, die er unter den Bankkollegen vermutet, und glaubt, diese haben Meiers Uhr beim Überfall getragen. Unterdessen wurden die Hautpartikel unter Meiers Fingernägeln als die von Berger identifiziert. Berger gelingt es, aus dem Präsidium zu fliehen, die Verfolgung durch Palu und Kufner bleibt erfolglos. Gemeinsam mit seiner französischen Kollegin Fèvre sucht Palu erneut Farida auf, diese korrigiert ihre Aussage dahingehend, dass Berger doch am Tatabend bei ihr war, er habe mit ihr allerdings nur eine Stunde verbracht, obwohl er die gesamte Nacht bezahlt habe. Farida behauptet, anschließend ihre Tochter im Internat besucht zu haben, die Nachfrage Palus im Internat bestätigt die Angabe. Palu sieht kurz darauf zufällig Farida zusammen mit Nathalie Meier auf einem Marktplatz, sie scheinen sehr vertraut miteinander zu sein. Palu ordnet die lückenlose Überwachung beider Frauen an. Von der Gerichtsmedizinerin erfährt er kurz darauf, dass es kein Problem sei, fremde DNA unter den Fingernägeln einer toten Person zu platzieren, der Täter hinterlasse dabei aber auch seine eigene.
Da Berger bei seiner Verhaftung Kratzspuren im Gesicht hatte, verdächtigt Palu Farida, dadurch beim Liebesspiel Hautpartikel Bergers bekommen zu haben, er nimmt heimlich an ihrem Arbeitsplatz eine Haarprobe aus ihrer Bürste mit. Nachdem Palu gegangen ist, sucht Berger Farida auf und verlangt eine Erklärung, was hier gespielt werde, Farida sagt ihm ein Treffen für die nächste Nacht zu. Unterdessen erfährt Palu, dass Berger am Tatabend betäubt worden war. Palu schleicht sich heimlich in das Haus der Eheleute Meier, dort findet er eine Videokassette, auf der zu sehen ist, wie Paul Meier im Bordell Farida schwer misshandelt. Faridas Zuhälter Jimmy sagt aus, dass er diese Session auf Wunsch Meiers gefilmt hatte, er sei aber eingeschritten und habe Meier aus dem Zimmer geholt, weil er zu weit gegangen sei. Er habe Meier schließlich auf dessen Bitte das Video verkauft, kurz darauf sei Meiers Frau im Bordell aufgetaucht und habe Kontakt mit Farida aufgenommen. Nathalie Meier kontaktiert Aschbach und drängt auf ein Treffen; unter den Augen Kufners und seiner Kollegin Faller, die Aschbach beschatten, fährt er zu dem Treffpunkt hin, zu dem Farida auch Berger gelockt hatte. Es kommt zum Aufeinandertreffen der beiden überraschten Männer, Nathalie kommt hinzu und erschießt Aschbach, um den Verdacht auf Berger zu lenken, Berger flieht erneut vor Kufner. Da Kufner glaubt, dass Berger Aschbach erschossen hat, dringt auch Palu beim Polizeipräsidenten mit der Präsentation des Videos und seiner Rachetheorie bezüglich der Ehefrau und Faridas nicht durch. Berger kontaktiert Palu und beteuert seine Unschuld, Berger zwingt den Kommissar, mit ihm zusammen Nathalie Meier aufzusuchen. Palu hat herausgefunden, dass Nathalies Vater ihre Mutter getötet hatte, ihm dies aber nicht nachzuweisen war. Er hält ihr vor, dass sie ihren Mann, als sich dieser auch als gewalttätig gegenüber Frauen entpuppte, auch umgebracht habe, um ihre Mutter zu rächen. Nathalie gesteht schließlich, sie kann Berger jedoch am Bein verletzen und fliehen.
Als die Polizei beim Haus der Meiers eintrifft, nimmt Berger Palu als Geisel, Palu kann Berger und seine Kollegen jedoch mit einem Mitschnitt des Geständnisses Nathalies überzeugen, Berger lässt Palu frei. Nathalie Meier flieht darauf mit Kufners Auto und begeht durch einen von ihr verursachten Unfall Selbstmord. Unter den Fingernägeln Paul Meiers wurden mittlerweile neben den DNA-Spuren Bergers auch die von Farida gefunden. Farida wird festgenommen, nachdem sie ihre Tochter zum Flughafen gebracht hat, um zu einem englischen Internat zu reisen, im Gepäck hat die Tochter den Großteil der Beute. Farida lässt sich widerstandslos festnehmen, wo das Geld ist, verrät sie den Beamten allerdings nicht.

## Einschaltquote und Produktion
Bei der Erstausstrahlung am 27. Dezember 1998 wurde eine Zuschauerzahl von 6,71 Mio. erreicht, was einer Einschaltquote von 19,80 % entspricht. Die Episode wurde im Frühjahr 1998 in Saarbrücken und Umgebung sowie in Lothringen gedreht.

## Kritik
Die Kritiker der Fernsehzeitschrift TV Spielfilm beurteilen diesen Tatort positiv und kommentieren dazu: „Typisch Palu: kauzig, besonnen und intuitiv“.